# Javier Ruán
Javier Ruán (Michoacán, 10 de janeiro de 1940 — 11 de outubro de 2021) foi um ator e escritor de séries mexicanas.

## Filmografia

### Televisão
- Simplemente María (2015) - Heriberto Rojas
- La gata (2014) - Dr. Pinto
- Corazón indomable - Dr. Chacón
- Corona de lágrimas (2012) - Isaías Requena
- La que no podía amar (2011) - Máximo
- Rafaela (2011) - Chamula
- Como dice el dicho (2011)
- Mar de Amor (2009) - Bracho
- Mujeres asesinas (2008) - Miguel Rascón[2]
- Destilando amor (2007) - Demetrio Urban
- Mundo de fieras (2006) - Padre Domingo
- Pablo y Andrea (2005) - Imanol
- Mujer, casos de la vida real (1990-2005)
- Amar otra vez (2004) - General Simon Quintanilla
- Tres mujeres (1999) - Flavio Gusmán
- Rosalinda (1999) - Chuy
- María la del Barrio (1995) - Detetive Zamora
- Corazón salvaje (1993) - Guadalupe Cajiga
- Amor de nadie (1990) - Renato
- Luz y sombra (1989) - El costeno
- Senda de gloria (1987) - Fermín del Rio
- Principessa (1984) - Eduardo
- La traición (1983)
- Al final del arco iris (1980) - Leopoldo Rivera
- Elisa (1979)
- Julia (1979)
- Humillados y ofendidos (1977) - Antonio Gamez
- Rina (1977) - Daniel
- Los que ayudan a Dios (1973) - Daniel
- Mi primer amor (1973)
- Las fieras (1972)
- Muchacha italiana viene a casarse (1971) - Eduardo
- La cruz de Marisa Cruces (1970)
- Sin palabras (1969)
- Rubí (1968) - Fernando Cuevas
- Los caudillos (1968)
- Angustia del pasado (1967)

### Cinema
- Narcos al acecho (1988)
- Hoy como ayer (1984)
- La pistolera (1979)
- Los triunfadores (1978)
- Soy el hijo del gallero (1978)
- Mi aventura en Puerto Rico (1977)
- Volver, volver, volver (1977) - Prisciliano Renteria
- El rey (1976) - Francismo Jamier Jaimes
- Don Herculano enamorado (1975)
- Simon Blanco (1975) - Ahijado
- Canción de Navidad (1974) - Cavaleiro
- Pobre niño rico (1974)
- El festin de la loba (1972)
- Los marcados (1971) - El Niño
- Emiliano Zapata (1970)
- Quinto patio (1970) - Rorro
- Faltas a la moral (1970)
- Corona de lágrimas (1968) - Nacho Chavero
- Rocambole contra la secta del escorpion (1967) - Príncipe das Rodas
- Pedro Páramo (1967)

### Escritor
- Atrévete a olvidarme (2001)
- Pueblo chico, infierno grande (1997)